# Kovács Gábor (producer)
Kovács Gábor (Budapest, 1955. március 24. – ) Balázs Béla-díjas  magyar filmproducer.

## Élete
Sokáig külföldön élt. Jól beszél angolul. A Ho Si Minh Tanárképző Főiskolán végezte felsőfokú tanulmányát. 1980-ban az Eötvös Loránd Tudományegyetem bölcsész karának angol-történelem szakára járt (de ezt nem fejezte be), amikor a Mafilm által első alkalommal dolgozhatott a John Huston rendezésű Menekülés a győzelembe (1981) című filmben, ahol tolmácsként alkalmazták. Később annyira megszerette a stáb, hogy ötöd asszisztens lett, majd Sylvester Stallone mellett dolgozott. Ekkor szeretett bele a „filmcsinálásba”. Amikor vége lett a forgatásnak, a MAFILM-nél maradt. A következő nagy film itt, amiben részt vett, Robert Enrico Enyéim nevében című második világháborús története volt a varsói gettólázadásról, Michael York főszereplésével. Az 1980-as évek vége-fele volt egy időszak, amikor a nagyjátékfilmiparban kevés munkalehetőség volt számára, ezért magánvállalkozásokba kezdett. Volt cipőfelsőrész-készítő műhelye, különböző fajtájú fogasokat gyártott, ruhákat is szállított, hogy pénzt keressen.
1990-ben csatlakozott Sándor Pálhoz, aki akkor a Novofilm magyar-német filmprodukciós vállalatánál dolgozott, amely elsősorban bérmunkára épülő vállalkozás volt. Itt 2-3 komolyabb külföldi filmben is részt vett, de emellett reklámfilmekben is dolgoztak. 1991-ben önállósodott és létrehozta a Rotoscope Grafikai Stúdiót, ami az első 3D komputeranimációs stúdió volt Magyarországon. 1992-ben aztán Kozma Péter áthívta a Kozmo Stúdióba, ami akkoriban egyedüli cégként reklámokkal foglalkozott. Itt készültek többek között a Postabank és a Kontrax reklámjai, de ebből az egykori stúdióból indult például Geszti Péter, Herendi Gábor, Schiffer Miklós, Márk Iván, Kapitány Iván és sokan mások is. Majd egy évvel később ebből nőtt ki a Filmpartners.
Gyakorlatilag hárman alkották 1993-ban a Filmpartnerst: Kapitány Ivánnal és Gulyás Budával. Nemsokára azonban kivásárolta addigi társai részét, Pataki Ágnes pedig betársult. Éveken keresztül kizárólag reklámfilmstúdióként működtek, mígnem a kilencvenes évek vége felé Kapitány Iván előállt az Üvegtigris forgatókönyvével és úgy döntöttek, ezt a filmet annak ellenére megcsinálják, hogy kockázatos kezdő játékfilmes producerként egy elsőfilmes forgatókönyvíróval és egy rendezőként még teljesen tapasztalatlan színész-operatőr párossal belevágni a munkába. Ettől kezdve azonban több az ilyen kihívást is fölvállaltak (alkotói és közönségfilmeket). Így Kovács Gábor közreműködésével készültek a Fekete kefe (Vranik Roland és Pohárnok Gergely), a Halálkeringő (Köves Krisztián Károly és P. Szabó István), vagy a Kalandorok (Paczolay Béla és Péterfy Gergely) című „első nagyjátékfilmek” is. De a cége készítette 2001-ben az első magyar valóságshow-t, a Bárt és a Cannes-ban is díjazott Deltát (Mundruczó Kornél és Bíró Yvette), illetve ő volt a producere a Bibliotheque Pascalnak (Hajdu Szabolcs) is.

### Családja
Felesége Pataki Ágnes korábbi modell, producer, egy fia van, 1991-ben született István, aki szintén producer.

## Filmográfia
- 2015: Play/Back (rövidfilm) (co-producer)
- 2015: Balaton Method (dokumentumfilm) (producer)
- 2015: Átváltozás (rövidfilm) (producer)
- 2014: Délibáb (producer)[8]
- 2014: Fehér isten (co-producer)
- 2012: Nejem, nőm, csajom (producer)
- 2010: Üvegtigris 3. (producer)
- 2010: Tiszta kézzel (rövidfilm) (co-producer)
- 2010: Szelíd teremtés - A Frankenstein-terv (producer)
- 2010: Riport (rövidfilm) (producer)
- 2010: Bibliothèque Pascal (producer)
- 2010: Halálkeringő (producer)
- 2009: Adás (producer)
- 2009: Hunky Blues (dokumentumfilm) (producer)
- 2008: Delta (co-producer)
- 2008: Kalandorok (producer)
- 2008: Örvény (rövidfilm) (co-producer)
- 2007: Overnight (producer)
- 2007: Töredék (co-producer)
- 2006: Fehér tenyér (producer)
- 2006: Ballada (rövidfilm) (co-producer)
- 2006: Üvegtigris 2. (producer)
- 2006: Együtt (rövidfilm) (producer)
- 2006: Előttem az élet (dokumentumfilm) (producer)
- 2005: Fekete kefe (co-producer)
- 2004: Montecarlo! (producer)
- 2001: Bár (tv-sorozat) (producer)
- 2001: Üvegtigris (producer)

## Díjak
- 2005 - 36. Magyar Filmszemle - a legjobb producer (a Fekete kefe című első film létrejöttét elősegítő, példaadó együttműködésük eredményességéért; Pataki Ágnessel, Major Istvánnal és Muhi Andrással)[9]
- 2006 - 37. Magyar Filmszemle - produceri díj (a Fehér tenyér című filmért, megosztva: Angelusz Ivánnal, Pataki Ágnessel és Reich Péterrel[10]
- 2011 - Balázs Béla-díj (Pataki Ágnessel közösen)[11][12]

## Kritikák, botrányok
Kovács Gábor egy később törölt facebook posztban arra buzdított az Elk*rtuk c. filmmel kapcsolatban, hogy az emberek foglaljanak le előre helyeket, de ne vegyék át a jegyeiket. Később a felháborodás hatására azt mondta, hogy valójában ő explicite nem írta, hogy a vásárlók ne vegyék át a jegyeiket.